# Toposa (Ethnie)

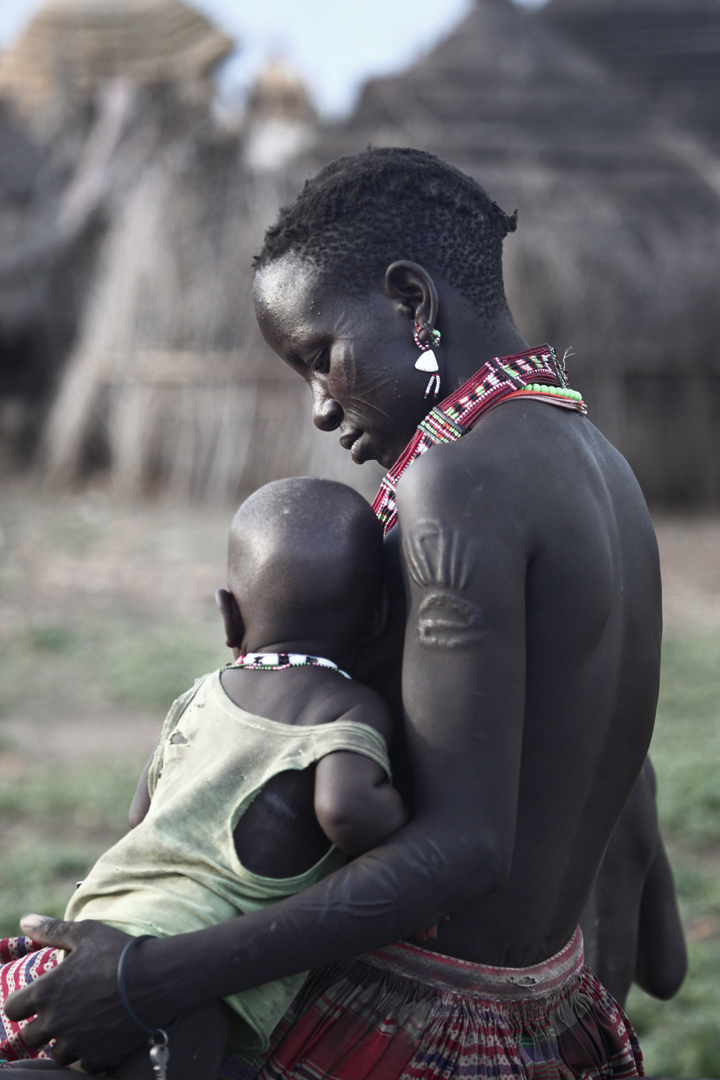
Toposa-Frau mit Kind in Südsudan

Die Toposa sind eine Ethnie in Südsudan im Bundesstaat Eastern Equatoria, vorwiegend in der Gegend von Kapoita. Ihre Sprache, eine nilotische Sprache, wird ebenfalls Toposa genannt und gehört zu den Teso-Turkana-Sprachen. Viele Toposa sind Christen. Ihre Gesamtzahl liegt bei etwa 100.000, nach anderen Angaben 700.000–750.000. Die Toposa leben halbnomadisch von der Viehzucht, insbesondere der Rinderzucht.